# Wolfson College (Oxford)
Pour les articles homonymes, voir Wolfson College.
Wolfson College est un collège constitutif de l'université d'Oxford en Angleterre.

## Personnalités liées au collège

### Présidents
- 1966 : Isaiah Berlin
- 1975 : Henry Fisher
- 1985 : Raymond Hoffenberg
- 1993 : David Smith
- 2001 : Gareth Roberts (en)
- 2013 : Hermione Lee
- 2018 : Tim Hitchens (en)

### Étudiants
- Julia Yeomans, physicienne théorique.